# Dorottya Faluvégi
Dans le nom hongrois Faluvégi Dorottya, le nom de famille précède le prénom, mais cet article utilise l’ordre habituel en français Dorottya Faluvégi, où le prénom précède le nom.
Dorottya Faluvégi, née le 31 mars 1998 à Budapest, est une handballeuse internationale hongroise évoluant au poste d'ailière droite.
Elle est la sœur de Rudolf Faluvégi, également handballeur.

## Biographie
Après cinq saisons passées au FTC Budapest, son club formateur, elle s'engage avec Győri ETO KC pour trois saisons à compter de l'été 2019.

## Palmarès

### Club
compétitions nationales
- championne de Hongrie en 2015 (avec Ferencváros TC)
- vainqueur de la coupe de Hongrie en 2017 (avec Ferencváros TC)

### Sélection nationale
autres
- vainqueur du championnat du monde junior en 2018
- troisième du championnat d'Europe junior en 2017[2],[3]

### Distinctions individuelles
- élue meilleure ailière droite du championnat du monde junior 2018 [4]